# Apostolepis vittata
Apostolepis vittata este o specie de șerpi din genul Apostolepis, familia Colubridae, descrisă de Cope 1887. Conform Catalogue of Life specia Apostolepis vittata nu are subspecii cunoscute.